# La Mascotte (film, 1935)
Pour plus de détails, voir Fiche technique et Distribution.
La Mascotte est un film français réalisé par Léon Mathot, sorti en 1935.

## Synopsis
Le sympathique roi Laurent XVII, peu habile sur la gestion de ses finances, a grandement besoin d'aide. Quand il rencontre, Bettina, une gardeuse de dindons habitée par la chance, il pense être tiré d'affaire. Mais Bettina refuse de quitter son amoureux, pour le pur profit du roi.

## Fiche technique
- Titre : La Mascotte

- Réalisation : Léon Mathot
- Scénario et dialogues : René Pujol,
d'après l'opéra-comique éponyme d'Edmond Audran (1842- 1901),
sur un livret d'Henri Chivot (1830-1897) et Alfred Duru (1829-1889)
- Photographie : René Gaveau, Paul Portier[1]
- Son : Joseph de Bretagne
- Décors : Pierre Schild
- Montage : Jacques Desagneaux
- Musique : Edmond Audran
- Scripte : Jacqueline Audry
- Assistant réalisateur : Francis Didelot
- Production : Albert Lauzin

- Société de production : Les Films Mascotte
- Pays d'origine : France
- Format : Noir et blanc - 35 mm - 1,37:1
- Durée : 100 minutes
- Date de sortie : 26 juillet 1935

## Distribution
- Germaine Roger : Bettina, la mascotte
- Lucien Baroux : le roi Laurent XVII
- Janine Guise : la princesse Fiametta, fille de Laurent XVII
- René Lestelly : le prince Fritellini, le fiancé de Fiametta
- Dranem : Rocco, le chambellan de Laurent XVII
- Thérèse Dorny : dame Turlurette
- Éric Roiné : Pippo, le berger amoureux de Bettina
- Jean Tissier : le Capitaine
- Pierre Labry : l'aubergiste
- Georges Bever
- Léon Larive